# VVT-i

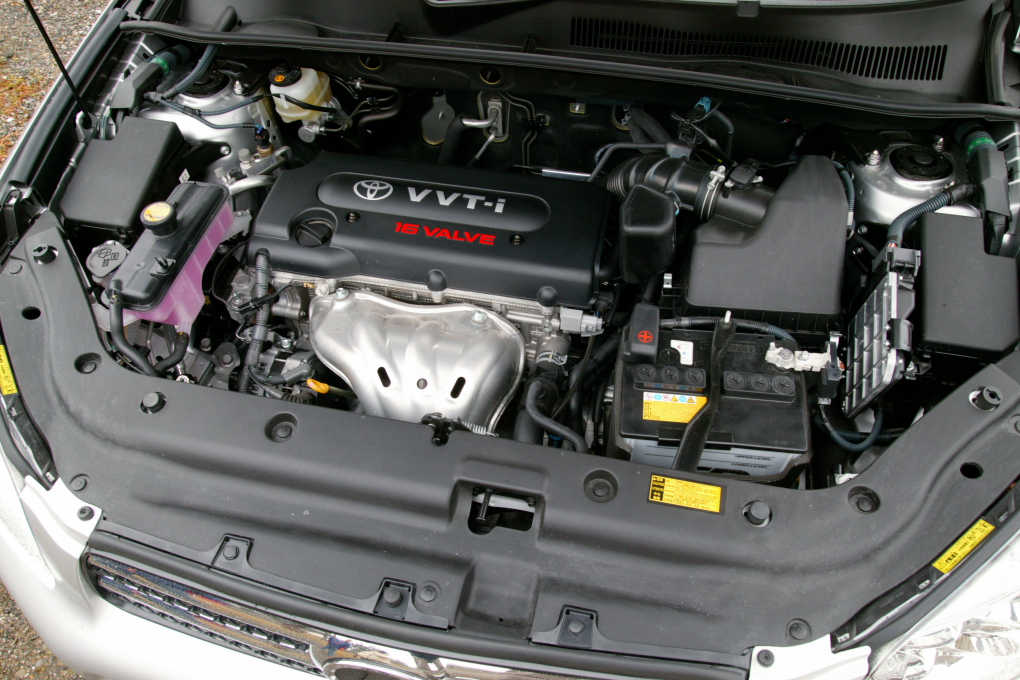
Двигун Toyota 2AZ-FE з системою VVT-i на автомобілі Toyota RAV4

VVT-i (Variable Valve Timing with intelligence) — система зсуву фаз газорозподілу двигуна внутрішнього згоряння фірми Toyota.
Виконавчий механізм VVT-i розміщений в шківі розподільного вала — корпус привода з'єднаний із зірочкою або зубчастим шківом, ротор — з розподілвалом. Олива підводиться з однієї чи іншої сторони кожного з пелюсток ротору, примушуючи його і сам вал повертається. Якщо двигун вимкнений, то встановлюється максимальний кут затримки (тобто кут, що відповідає найпізнішому відкриттю та закриттю впускних клапанів). Щоб відразу після запуску, коли тиск в оливній магістралі ще недостатній для ефективного управління VVT-i, не виникало ударів у механізмі, ротор з'єднується з корпусом стопорним штифтом (потім штифт відтискається тиском оливи).